# Dreieck Werntal
Dreieck Werntal is een knooppunt in de Duitse deelstaat Beieren.
Op dit trompetknooppunt in het Werndal sluit de A71 vanaf Dreieck Südharz aan op de A70 Kreuz Schweinfurt/Werneck-Dreieck Bayreuth/Kulmbach.

## Configuratie
Rijstrook
Nabij het knooppunt hebben beide snelwegen 2 x 2 rijstroken.
Knooppunt
Dreieck Werntal is een trompetknooppunt.

## Verkeersintensiteiten
Dagelijks passeren ongeveer 38.700 voertuigen het knooppunt. 
| Van                 | Naar                        | Gemiddeld aantal voertuigen per dag | Percentage vrachtverkeer |
| ------------------- | --------------------------- | ----------------------------------- | ------------------------ |
| AS Schweinfurt-West | AD werntal                  | 21.300                              | 10,0%                    |
| As Werneck          | AD Werntal                  | 46.500                              | 15,3%                    |
| AD Werntal          | AS Schweinfurt-Bergheinfeld | 43.000                              | 14,9                     |

## Richtingen knooppunt
| Aansluitende wegen                                  | Aansluitende wegen | Aansluitende wegen | Aansluitende wegen | Aansluitende wegen                                   |
| --------------------------------------------------- | ------------------ | ------------------ | ------------------ | ---------------------------------------------------- |
| richting Bad Kissingen / Bad Neustadt Suhl / Erfurt |                    |                    |                    | richting Schweinfurt / Neurenberg Bamberg / Bayreuth |
|                                                     |                    |                    |                    |                                                      |
|                                                     |                    |                    |                    |                                                      |
|                                                     |                    |                    |                    |                                                      |
| richting Fulda / Kassel Würzburg / Ulm              |                    |                    |                    |                                                      |

## Weblinks
- Karte mit der Lage des Autobahndreiecks[dode link]